# 関口博
関口 博（せきぐち ひろし、1954年〈昭和29年〉1月28日 - ）は、日本の政治家。東京都国立市議会議員（現在5期目）。元東京都国立市長（1期）。

## 来歴
神奈川県横浜市生まれ。高度経済成長期に発生した公害への問題意識をきっかけに、東京水産大学水産学部（現：東京海洋大学海洋科学部）へ進学した。東京水産大卒業後はシステムエンジニアの職に就き、水質管理や電力供給のシステムの構築に携わる。
1999年、国立市議会議員選挙に出馬し、最下位ながら初当選を果たした。市議を務めた2期8年の間、同じく1999年の統一地方選挙で当選した上原公子国立市長を支持し、関口の提言により上原市政下で国立市は住民基本台帳ネットワークシステムから離脱している。
2007年4月、3選不出馬を表明した上原市長に代わり、上原市政の継承を掲げて国立市長選に出馬し、初当選。
市長就任後も住基ネットへの接続を行わなかったが、住基ネットから離脱しているために不必要な経費が支出された問題について、国立市民から訴訟を起こされた。2011年2月4日、東京地裁は原告側の主張を一部認め、関口に支出の差し止め及び支出の一部40万円を国立市に返還するよう命ずる判決を下した。
2014年2月26日、東京高裁では、関口に請求全額の支払いを命じた一審・東京地裁判決を取り消し、市側の請求を棄却する逆転判決を言い渡した。
また、上原が市長在任中の2008年、国立市でマンション建設を計画していた明和地所に対し、機密漏洩や営業妨害等の違法行為を行ったため明和地所から提訴され、2500万円の損害賠償の支払いが確定。国立市は2500万円を明和地所側に支払ったが、上原の市長退任後、国立市民から、国立市が支払った2500万円を上原に請求するよう住民訴訟が起こされ、東京地方裁判所は住民側の主張を認めた。関口は控訴したが、関口の落選後、後任の佐藤一夫国立市長が控訴を取り下げた。なお、判決確定後60日間、上原が2500万円を支払わなかったため、国立市は上原に対して損害賠償請求訴訟を提起し、一審の東京地裁は請求を棄却したが、控訴審の東京高裁は上原に対し国立市が明和地所に支払った賠償金全額を負担するように命じ、最高裁も上原の上告を退け二審判決が確定している。
2011年4月、再選をめざして国立市長選に出馬したが、住基ネットへの接続や黒字市政への転換を軸に市政改革を訴える国立市社会福祉協議会会長の佐藤一夫に3,533票差で敗れ、落選した。なお関口市政下では民主党、社会民主党（市議会会派は「新しい風・社会民主党」）、東京・生活者ネットワークに加えて日本共産党も与党であったが、この市長選では共産党が独自候補を擁立、関口が落選するに至った。
2015年4月の統一地方選挙で国立市議会議員に復帰した。2019年に4期目の当選を果たし2023年も5期目の当選を果たす。

## 人物
- 趣味は中学生の頃から始めた柔道で、段位は二段。